# Trichopterna rotundiceps
Trichopterna rotundiceps Denis, 1962) è un ragno appartenente alla famiglia Linyphiidae.

## Etimologia
Il nome proprio della specie deriva dall'aggettivo latino, rotundus, -a, -um, cioè rotondo e dal suffissoide -ceps, derivazione della parola latina caput, capo, testa: si riferisce alla forma arrotondata della pars cephalica del cefalotorace della specie.

## Distribuzione
La specie è stata rinvenuta in Tanzania

## Tassonomia
Al 2012 non sono note sottospecie e non sono stati esaminati nuovi esemplari dal 1962.